# ایتون استیتس (اوهایو)
ایتون استیتس (به انگلیسی: Eaton Estates) یک منطقهٔ مسکونی در ایالات متحده آمریکا است که در شهرستان لورین، اوهایو واقع شده‌است. ایتون استیتس ۲٫۳ کیلومتر مربع مساحت و ۱٬۴۰۹ نفر جمعیت دارد و ۲۴۴ متر بالاتر از سطح دریا واقع شده‌است.